# Charles Bell
Pour les articles homonymes, voir Charles Bell (homonymie) et Bell.
Charles Bell (12 novembre 1774 – 28 avril 1842) est un anatomiste, chirurgien et physiologiste écossais né en novembre 1774 à Doun en Monteath, Édimbourg et mort le 28 avril 1842 à North Hallow, Worcestershire.

## Biographie
Chirurgien dans l'armée anglaise lors de la campagne de Waterloo (1815), il devient ensuite chirurgien de l'hôpital de Middlesex et professeur à l'école libre de Windmill-Street aux universités de Londres (1828) et d'Édimbourg (1836).

## Œuvres
Célèbre par ses travaux sur le système nerveux, continués en France par Flourens et Magendie, il a écrit avec son frère John Bell (1763-1820) plusieurs traités d'anatomie qui ont fait avancer la science ; les principaux sont :
- Anatomie du corps humain, 1793-1802 ;
- Principes de Chirurgie, 1801-1803 ;
- Essais d'anatomie expressive, 1806-1844 à l'usage des artistes ;
- Système de médecine opératoire basé sur l'anatomie (1814).

Il a publié séparément, en 1807, un Système de chirurgie opératoire.

C'est lui qui découvrit que les racines antérieures de la moelle épinière servent au mouvement et les racines postérieures à la sensibilité, découverte capitale qu'il consigna dans son Exposition of the natural system of the nerves publiée à Londres, en 1824, et traduit par Jean-Louis Genest, dès 1825.

## Éponymie
En neurologie son nom est resté associé à :
- la paralysie faciale idiopathique (paralysie de Bell, dite encore « paralysie faciale a frigore » et au signe qui l'accompagne ;
- L'occlusion complète de l'œil est impossible et le globe oculaire du côté paralysé se porte en haut et en dehors lors de la tentative de fermeture de l'œil (signe de Bell ou signe de Charles Bell) ;
- Il a laissé aussi son nom au nerf long thoracique (Nervus thoracicus longus) ou nerf du grand dentelé (encor appelé nerf de Bell).